# Gloster F.9/37
El Gloster F.9/37, también conocido como Gloster G.39, fue un diseño británico de caza pesado bimotor de la Gloster Aircraft Company, armado con cañones, para la Real Fuerza Aérea, planificado antes de la Segunda Guerra Mundial. El F.9/37 fue rechazado en favor de otros diseños.
El desarrollo del F.9/37 como caza nocturno para la nueva especificación F.29/40 del Ministerio del Aire (conocido extraoficialmente como Gloster Reaper) fue abandonada para que Gloster pudiera concentrarse en el trabajo existente y en los nacientes proyectos de aviones a reacción británicos.

## Diseño y desarrollo
Gloster había diseñado un caza bimotor con torreta para la especificación F.34/35, pero se consideró que el Boulton Paul Defiant monomotor para la F.9/35 cubría ambos requisitos, por lo que el diseño del F.34/35 se descartó. Menos de dos años después, se lanzó el F.9/37, un caza bimotor monoplaza con armamento fijo. El F.9/37 fue diseñado bajo la dirección de George Carter, su primer avión para Gloster, para la F.9/37 (de ahí su nombre) como caza monoplaza con un armamento de cuatro ametralladoras Browning de 7,7 mm (0,303 pulgadas) y dos cañones Hispano de 20 mm en el morro. Destinado a una producción dispersa con mano de obra semicualificada, la estructura se descompuso en subconjuntos.
Un prototipo (matrícula militar L7999) con motores radiales Bristol Taurus T-S(a) de 1060 hp voló el 3 de abril de 1939 y demostró un rendimiento excelente, alcanzando una velocidad máxima de 580 km/h, siendo la mejor velocidad registrada por un caza británico en ese momento. Los vuelos de pruebas revelaron que el prototipo era muy maniobrable y "un placer de volar". Tras sufrir graves daños en un accidente de aterrizaje en julio de 1939, se remotorizó con Taurus T-S(a)-III de 900 hp en 1940, lo que redujo su rendimiento. Un segundo prototipo (L8002), con motores en línea Rolls-Royce Peregrine I de 880 hp refrigerados por líquido, voló el 22 de febrero de 1940; demostró ser capaz de alcanzar 530 km/h a 4600 m (15 000 pies).

### F.18/40 y F.29/40
La Especificación F.18/40, para un caza nocturno especializado, con cañones montados en el morro y la torreta, llevó a Gloster a presentar un diseño basado en el F.9/37, equipado con motores Rolls-Royce Merlin, una torreta dorsal de cuatro armas y un radar de interceptación aérea (AI). Esto recibió el apoyo del Estado Mayor del Aire, que lo consideró superior al Bristol Beaufighter, y el Ministerio del Aire ordenó que uno de los prototipos del F.9/37 se convirtiera a la nueva especificación como F.29/40. Extraoficialmente conocido como Gloster Reaper, heredó las admirables características de manejo del F.9/37 y, a pesar de ser juzgado superior a otros diseños, incluidas las variantes con torreta del Beaufighter y del De Havilland Mosquito, el Reaper fue detenido en mayo de 1941, para que Gloster se concentrara en otros trabajos, especialmente en el avión a reacción Gloster E.28/39.

## Especificaciones (L7999: motor Taurus)
Referencia datos: The British Fighter since 1912 and Gloster Aircraft since 1917

### Características generales
- Tripulación: Uno (piloto)
- Longitud: 11,3 m (37 ft)
- Envergadura: 15,3 m (50 ft)
- Altura: 3,5 m (11,6 ft)
- Superficie alar: 35,9 m² (386,4 ft²)
- Peso vacío: 4004 kg (8824,8 lb)
- Peso cargado: 5268 kg (11 610,7 lb)
- Planta motriz: 2× motor radial de 14 cilindros de válvulas de manguito refrigerado por aire Bristol Taurus T-S(a).
  - Potencia: 750 kW (1034 HP; 1020 CV) cada uno.
- Hélices: 1× Rotol tripala metálica de paso variable[9] por motor.
- Diámetro de la hélice: 3,0 m

### Rendimiento
- Velocidad máxima operativa (Vno): 580 km/h (360 MPH; 313 kt) a 4572 m (15 000 pies)
- Techo de vuelo: 9100 m (29 856 ft)
- Régimen de ascenso: 12,5 m/s (2461 ft/min) para 4877 m (16 000 pies)[10]
- Carga alar: 147 kg/m² (30,1 lb/ft²)
- Potencia/peso: 0,105 kg/kW (0,172 lb/hp)
- Tiempo a altitud: 19 min 36 s para 8534 m (28 000 pies)

### Armamento
- Ametralladoras: 

  - 4x Browning de 7,7 mm frontal fija

- Cañones: 

  - 2x Hispano de 20 mm frontal fijo
- Bombas: Provisión para soportes de bombas de 9,1 kg[9]

## Aeronaves relacionadas

### Aeronaves similares
- Focke-Wulf Fw 187
- Messerschmitt Bf 110
- Grumman XP-50
- Fokker G.1
- Bristol Beaufighter
- De Havilland Mosquito
- Westland Whirlwind

### Secuencias de designación
- Secuencia G._ (interna de Gloster): ← SS/G.37 - G.38 - TSR.38 - G.39 - G.40 - G.41 - G.42 →